# Castell de la Geltrú
El castell de la Geltrú és un antic castell termenat construït en estil gòtic entre els segles xii i xv i restaurat en estil historicista al segle xx. Actualment és la seu de l'Arxiu Comarcal del Garraf. Es troba dins l'antic nucli de la Geltrú vora l'església parroquial de Santa Maria de la Geltrú.

## Història
Al segle x, a l'extrem occidental del terme de Ribes, damunt un turonet pròxim al mar i situat pràcticament a la cruïlla del camí de Cubelles a Barcelona i el torrent de la Pastera, hi havia una petita fortalesa que depenia del castell de Ribes, i també una capella sota la invocació de Santa Maria. Ambdues edificacions foren el nucli de formació d'una petita vila anomenada «Bischal» i després «Guisaltrud».
L'any 999, un document de venda de terres situades al terme del castell d'Olèrdola esmenta el límit amb la Vila Episcopal, nom antic de la Geltrú, degut al domini dels bisbes de Barcelona. El castell s'esmenta també l'any 1078 en el testament de Guisla de Besora, muller de Mir Geribert a qui, segurament el bisbe de Barcelona havia infeudat el castell de la Geltrú, fortificació probablement dependent del castell de Ribes. Ramon i Arnau de Ribes, l'any 1183, disputaven sobre la castlania i cercaren l'arbitratge del bisbe de Barcelona. El 1221, Galceran de Ribes, fill d'Arnau, fou obligat a reconèixer la potestat episcopal pels feus que tenia als castells de Ribes, Sitges i la Geltrú.
Al segle xiii el terme va passar als Manresa, sots-castlans dels Ribes i posteriorment d'altres llinatges, fins que els darrers senyors, els Santjust, l'any 1576, vengueren el castell i terme de la Geltrú al municipi que des del 1359 formaven Vilanova de Cubelles i la Geltrú. La Geltrú es constituí en consell separat el 1637-47 però no va reeixir i des d'aleshores ha restat sempre unit a Vilanova.
Al segle xix, el castell es trobava en molt mal estat. En un primer intent d'enderrocament l'any 1862, desaparegué la torre mestre circular bastida al mig del pati. El segle xx, després d'un altre intent d'enderrocament i sota el mecenatge de Josep Font i Gomà i l'assessorament tècnic de l'arquitecte Jeroni Martorell, director del Servei de Conservació i Catalogació de Monuments de la Diputació de Barcelona, es reedificà entre el 1918 i el 1920. Posteriorment, es condicionà per acollir l'Arxiu Històric Comarcal del Garraf (1997).

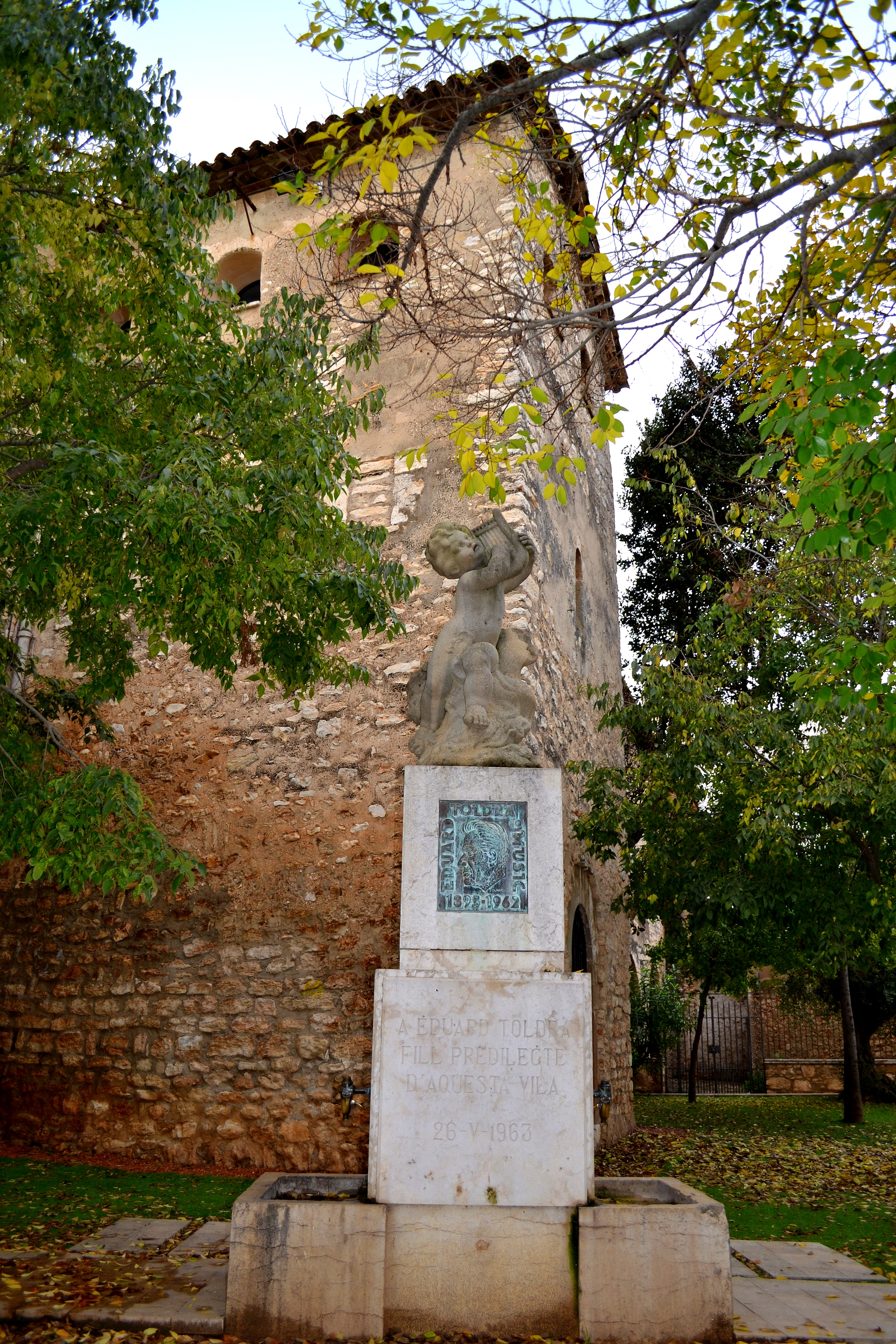
Pati del Castell de la Geltrú (novembre 2011)

## Arquitectura
És una construcció de planta força rectangular de dos pisos i amb un pati central. La façana principal mostra un portal rodó dovellat i quatre finestres constituïdes per dos arcs de mig punt sostinguts per una columna prima. Aquesta façana té l'únic senyal de fortificació de l'edifici, un matacà de defensa de la porta. La part més antiga és la base de la torre quadrada que es troba a l'extrem més oriental de la façana de llevant, segurament bastida el segle xii sobre restes d'una primitiva torre defensiva.
A l'interior del castell, a la planta baixa, hi ha un gran pati central i quadrat, amb grans arcs apuntats de pedra a banda i banda, característics del segle xv. Una típica escala quatrecentista, provinent dels enderrocs de l'obertura de la barcelonina Via Laietana, condueix al primer pis, on hi ha les sales habilitades per museu. El segon pis, que mostra a l'exterior un seguit de finestres d'arcs rebaixats, fou aixecat els segles xvii i xviii.

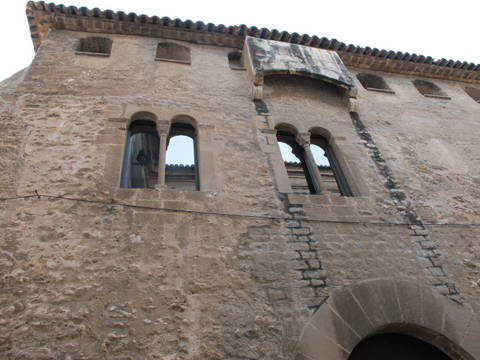
Façana del castell de la Geltrú (desembre 2012)

La decoració de les quatre finestres de migdia, que sembla que mantenen l'estructura original, presenta per una banda entrellaços, propis del romànic i també un repertori vegetal que s'adiu més amb obres de factura gòtica. Les dues de l'est es datarien la segona meitat del segle xiii i les altres dues ja el segle xiv.
L'aspecte actual del castell és més el d'una casa noble del segle xv que no pas el d'un castell medieval amb muralles, merlets, torres, etc. que l'hi donin l'aire de fortificació. La construcció, quasi totalment en ruïnes, fou reedificada quasi completament els anys 1918 i 1920 sense cap afany ni guia de restauració.